# Going for the One Tour
Die Going for the One Tour war eine Konzerttournee der britischen Progressive-Rock-Band Yes. Sie diente zur Promotion ihres namensgebenden Albums Going for the One (1977).

## Hintergrund
Die Going for the One Tour startete nur wenige Wochen nach Veröffentlichung des Albums am 30. Juli 1977 in Toledo und endete nach über vier Monaten am 6. Dezember des gleichen Jahres in Paris. Yes bereisten auf dieser Tournee zweimal Nordamerika und einmal Europa, dabei gaben sie oft drei bis vier Konzerte an einem Konzertort, darunter sechs aufeinanderfolgende ausverkaufte Abende in der Wembley Arena in London, an denen über 60.000 Menschen teilnahmen. Zudem spielten sie erstmals seit dem Frühjahr 1974 wieder Shows auf dem europäischen Kontinent, darunter erstmals seit 1971 in Skandinavien. Im Vorprogramm trat Donovan auf.
Die widrigen Bedingungen während des Eröffnungskonzerts in der Toledo Sports Arena (schwülheiße Luft und damit einhergehende Feuchtigkeit, die durch die elektrisch verstärkte Bühnentechnik für die Musiker und die Zuschauer zum Sicherheitsrisiko wurden), inspirierten Yes zum Lied Our Song, das sie 1983 auf ihrem Album 90125 veröffentlichten.
Das Bühnenbild hatte im Vergleich zu den vorherigen drei Tourneen der Band ein viel schlichteres Design, das je nach Beleuchtungseinstellung einen dreidimensionalen Effekt erzeugte. Die Keyboards von Rick Wakeman waren auf zwei Ebenen angeordnet. Jon Anderson wurde von einem einzelnen Scheinwerfer in mehreren Farben nacheinander beleuchtet, als er einen Auszug Colours of the Rainbow aus dem Lied The Beautiful Land aus dem Musical The Roar of the Greasepaint – The Smell of the Crowd sang.
Der Song Awaken wurde stets von einem ca. fünfminütigen Instrumental-Jam der Yes-Musiker eingeleitet. Um die verschiedenen Bassparts auf Awaken zu spielen, verwendete Chris Squire einen maßgeschneiderten Dreifachhals-Bass, der 1975 für Roger Newell, den Bassisten in Wakemans Band English Rock Ensemble, angefertigt wurde.
Ebenfalls Teil des Programms war zwischen Turn of the Century und And You and I ein spontan von Anderson getextetes Lied, in dem er über den jeweiligen Auftrittsort sang und sich (ebenfalls singend) beim Publikum bedankte.
Aufnahmen der Tournee wurden auf Yes’ zweitem Live-Album Yesshows (1980) veröffentlicht.

## Setlist

### Beispiel-Setlist
- Intro (Firebird Suite)
- Parallels
- I’ve Seen All Good People
- Close to the Edge
- Wonderous Stories
- Colours of the Rainbow
- Turn of the Century
- And You and I
- Going for the One
- Flight Jam
- Awaken
- Starship Trooper
- Roundabout

## Tourdaten
| Nr.                 | Datum               | Stadt               | Land                | Veranstaltungsort                      | Anmerkungen               |
| Leg 1 – Nordamerika | Leg 1 – Nordamerika | Leg 1 – Nordamerika | Leg 1 – Nordamerika | Leg 1 – Nordamerika                    | Leg 1 – Nordamerika       |
| ------------------- | ------------------- | ------------------- | ------------------- | -------------------------------------- | ------------------------- |
| 1                   | 30. Juli 1977       | Toledo              | Vereinigte Staaten  | Sports Arena                           |                           |
| 2                   | 31. Juli 1977       | Wheeling            | Vereinigte Staaten  | Civic Center                           |                           |
| 3                   | 1. August 1977      | Hampton             | Vereinigte Staaten  | Coliseum                               |                           |
| 4                   | 2. August 1977      | Philadelphia        | Vereinigte Staaten  | Spectrum                               |                           |
| 5                   | 3. August 1977      | Philadelphia        | Vereinigte Staaten  | Spectrum                               |                           |
| 6                   | 5. August 1977      | New York City       | Vereinigte Staaten  | Madison Square Garden                  |                           |
| 7                   | 6. August 1977      | New York City       | Vereinigte Staaten  | Madison Square Garden                  |                           |
| 8                   | 7. August 1977      | New York City       | Vereinigte Staaten  | Madison Square Garden                  |                           |
| 9                   | 8. August 1977      | New Haven           | Vereinigte Staaten  | Veterans Memorial Coliseum             |                           |
| 10                  | 9. August 1977      | New Haven           | Vereinigte Staaten  | Veterans Memorial Coliseum             |                           |
| 11                  | 10. August 1977     | Springfield         | Vereinigte Staaten  | Civic Center                           |                           |
| 12                  | 12. August 1977     | Boston              | Vereinigte Staaten  | Boston Garden                          |                           |
| 13                  | 13. August 1977     | Boston              | Vereinigte Staaten  | Boston Garden                          |                           |
| 14                  | 14. August 1977     | Portland            | Vereinigte Staaten  | Cumberland County Civic Center         |                           |
| 15                  | 15. August 1977     | Providence          | Vereinigte Staaten  | Civic Center                           |                           |
| 16                  | 16. August 1977     | Landover            | Vereinigte Staaten  | Capital Center                         |                           |
| 17                  | 17. August 1977     | Richfield           | Vereinigte Staaten  | Coliseum                               |                           |
| 18                  | 18. August 1977     | Kalamazoo           | Vereinigte Staaten  | Wings Stadium                          |                           |
| 19                  | 19. August 1977     | Pittsburgh          | Vereinigte Staaten  | Civic Arena                            |                           |
| 20                  | 20. August 1977     | Buffalo             | Vereinigte Staaten  | Rich Stadium                           | Summerfest at the Stadium |
| xx                  | 21. August 1977     | Rochester           | Vereinigte Staaten  | Community War Memorial                 |                           |
| 21                  | 22. August 1977     | Detroit             | Vereinigte Staaten  | Cobo Hall                              |                           |
| 22                  | 23. August 1977     | Detroit             | Vereinigte Staaten  | Cobo Hall                              |                           |
| 23                  | 25. August 1977     | Atlanta             | Vereinigte Staaten  | The Omni                               |                           |
| 24                  | 26. August 1977     | Birmingham          | Vereinigte Staaten  | Birmingham-Jefferson Civic Center      |                           |
| 25                  | 27. August 1977     | Nashville           | Vereinigte Staaten  | Municipal Auditorium                   |                           |
| 26                  | 28. August 1977     | Louisville          | Vereinigte Staaten  | Freedom Hall                           |                           |
| 27                  | 29. August 1977     | Cincinnati          | Vereinigte Staaten  | Riverfront Coliseum                    |                           |
| 28                  | 30. August 1977     | Indianapolis        | Vereinigte Staaten  | Market Square Arena                    |                           |
| 29                  | 31. August 1977     | Madison             | Vereinigte Staaten  | Dane County Veterans Memorial Coliseum |                           |
| 30                  | 1. September 1977   | Milwaukee           | Vereinigte Staaten  | MECCA Arena                            |                           |
| 31                  | 2. September 1977   | Chicago             | Vereinigte Staaten  | International Amphitheatre             |                           |
| 32                  | 3. September 1977   | Chicago             | Vereinigte Staaten  | International Amphitheatre             |                           |
| Leg 2 – Nordamerika |                     |                     |                     |                                        |                           |
| 33                  | 17. September 1977  | Vancouver           | Kanada              | Pacific Coliseum                       |                           |
| 34                  | 18. September 1977  | Seattle             | Vereinigte Staaten  | Center Coliseum                        |                           |
| 35                  | 19. September 1977  | Portland            | Vereinigte Staaten  | Memorial Coliseum                      |                           |
| 36                  | 21. September 1977  | Oakland             | Vereinigte Staaten  | Coliseum Arena                         |                           |
| 37                  | 22. September 1977  | Oakland             | Vereinigte Staaten  | Coliseum Arena                         |                           |
| 38                  | 23. September 1977  | Inglewood           | Vereinigte Staaten  | The Forum                              |                           |
| 39                  | 24. September 1977  | Inglewood           | Vereinigte Staaten  | The Forum                              |                           |
| 40                  | 25. September 1977  | San Diego           | Vereinigte Staaten  | Sports Arena                           |                           |
| 41                  | 26. September 1977  | Long Beach          | Vereinigte Staaten  | Long Beach Arena                       |                           |
| 42                  | 27. September 1977  | Las Vegas           | Vereinigte Staaten  | Aladdin Theatre                        |                           |
| 43                  | 29. September 1977  | El Paso             | Vereinigte Staaten  | Civic Center                           |                           |
| 44                  | 30. September 1977  | Abilene             | Vereinigte Staaten  | Taylor County Coliseum                 |                           |
| 45                  | 1. Oktober 1977     | Houston             | Vereinigte Staaten  | Sam Houston Coliseum                   |                           |
| 46                  | 2. Oktober 1977     | Dallas              | Vereinigte Staaten  | Moody Coliseum                         |                           |
| 47                  | 3. Oktober 1977     | Oklahoma City       | Vereinigte Staaten  | Myriad Convention Center               |                           |
| 48                  | 4. Oktober 1977     | St. Louis           | Vereinigte Staaten  | Kiel Auditorium                        |                           |
| 49                  | 5. Oktober 1977     | St. Louis           | Vereinigte Staaten  | Kiel Auditorium                        |                           |
| 50                  | 6. Oktober 1977     | Kansas City         | Vereinigte Staaten  | Municipal Auditorium                   |                           |
| 51                  | 7. Oktober 1977     | Memphis             | Vereinigte Staaten  | Mid-South Coliseum                     |                           |
| 52                  | 8. Oktober 1977     | Jackson             | Vereinigte Staaten  | Mississippi Coliseum                   |                           |
| 53                  | 9. Oktober 1977     | New Orleans         | Vereinigte Staaten  | Morris Municipal Auditorium            |                           |
| Leg 3 – Europa      |                     |                     |                     |                                        |                           |
| 54                  | 24. Oktober 1977    | London              | England             | Wembley Empire Pool                    |                           |
| 55                  | 25. Oktober 1977    | London              | England             | Wembley Empire Pool                    |                           |
| 56                  | 26. Oktober 1977    | London              | England             | Wembley Empire Pool                    |                           |
| 57                  | 27. Oktober 1977    | London              | England             | Wembley Empire Pool                    |                           |
| 58                  | 28. Oktober 1977    | London              | England             | Wembley Empire Pool                    |                           |
| 59                  | 29. Oktober 1977    | London              | England             | Wembley Empire Pool                    |                           |
| 60                  | 2. November 1977    | Stafford            | England             | New Bingley Hall                       |                           |
| 61                  | 3. November 1977    | Stafford            | England             | New Bingley Hall                       |                           |
| 62                  | 4. November 1977    | Stafford            | England             | New Bingley Hall                       |                           |
| 63                  | 6. November 1977    | Glasgow             | Schottland          | Apollo Theatre                         |                           |
| 64                  | 7. November 1977    | Glasgow             | Schottland          | Apollo Theatre                         |                           |
| 65                  | 8. November 1977    | Glasgow             | Schottland          | Apollo Theatre                         |                           |
| 66                  | 11. November 1977   | Oslo                | Norwegen            | Ekeberghallen                          |                           |
| 67                  | 12. November 1977   | Göteborg            | Schweden            | Scandinavium                           |                           |
| 68                  | 13. November 1977   | Frederiksberg       | Danemark            | Falkoner Teatret                       |                           |
| 69                  | 14. November 1977   | Hannover            | Deutschland         | Stadionsporthalle                      |                           |
| 70                  | 15. November 1977   | Dortmund            | Deutschland         | Westfalenhalle                         |                           |
| 71                  | 16. November 1977   | Düsseldorf          | Deutschland         | Philipshalle                           |                           |
| 72                  | 18. November 1977   | Frankfurt am Main   | Deutschland         | Festhalle                              |                           |
| 73                  | 19. November 1977   | Nürnberg            | Deutschland         | Messehalle                             |                           |
| 74                  | 20. November 1977   | Zürich              | Schweiz             | Hallenstadion                          |                           |
| 75                  | 21. November 1977   | Eppelheim           | Deutschland         | Rhein-Neckar-Halle                     |                           |
| 76                  | 23. November 1977   | München             | Deutschland         | Olympiahalle                           |                           |
| 77                  | 24. November 1977   | Rotterdam           | Niederlande         | Sportpaleis Ahoy’                      |                           |
| 78                  | 25. November 1977   | Rotterdam           | Niederlande         | Sportpaleis Ahoy’                      |                           |
| 79                  | 26. November 1977   | Antwerpen           | Belgien             | Sportpaleis                            |                           |
| 80                  | 27. November 1977   | Bremen              | Deutschland         | Stadthalle                             |                           |
| 81                  | 28. November 1977   | Berlin              | Deutschland         | Deutschlandhalle                       |                           |
| 82                  | 29. November 1977   | Köln                | Deutschland         | Sporthalle                             |                           |
| 83                  | 1. Dezember 1977    | Esslingen           | Deutschland         | Eberhard-Bauer-Halle                   |                           |
| 84                  | 2. Dezember 1977    | Colmar              | Frankreich          | Parc des Expositions                   |                           |
| 85                  | 4. Dezember 1977    | Lyon                | Frankreich          | Palais des Sports                      |                           |
| 86                  | 5. Dezember 1977    | Paris               | Frankreich          | Pavillon de Paris                      |                           |
| 87                  | 6. Dezember 1977    | Paris               | Frankreich          | Pavillon de Paris                      |                           |

## Band
- Jon Anderson: Gesang, Gitarre, Harfe
- Steve Howe: Gitarre, Pedal-Steel-Gitarre, Hintergrundgesang
- Chris Squire: Bass, Mundharmonika, Hintergrundgesang
- Rick Wakeman: Keyboards
- Alan White: Schlagzeug, Percussion